# Argythamnia sitiens
Argythamnia sitiens là một loài thực vật có hoa trong họ Đại kích. Loài này được (Brandegee) J.W.Ingram mô tả khoa học đầu tiên năm 1967.